# Sesbania procumbens
Sesbania procumbens är en ärtväxtart som först beskrevs av William Roxburgh, och fick sitt nu gällande namn av Robert Wight och George Arnott Walker Arnott. Sesbania procumbens ingår i släktet Sesbania och familjen ärtväxter. Inga underarter finns listade i Catalogue of Life.